# Bod (teologi)
 For alternative betydninger, se Bod. (Se også artikler, som begynder med Bod)
Bod er en handling, der foretages for at skaffe soning for en begået synd.